# 魔道祖师 (小说)
《魔道祖师》是中国网络作家墨香铜臭创作、2015年在晋江文学城开始连载的耽美、玄幻、修仙小说，主角为蓝忘机，魏无羡。
自2018年起，小说相继改编成广播剧、动画、电视剧。作者墨香铜臭因小说获得“耽美之光”的赞誉。有研究者评价为中国大陆耽美文中的“现象级作品”。

## 创作、发行
2015年10月31日起，在晋江文学城连载。次年3月1日，正文连载完毕。2018年1月1日，番外篇连载完毕，全文共计658978字（或为691364字）。目前正版网络小说被晋江文学城锁定。晋江文学城解释因“违反相关规定”，后更改为“出版需要”。
2016年5月15日，墨香铜臭与北京新湃传媒有限公司签署《影视、游戏授权书》。同年12月，由台湾平心出版社出版繁体版第一册，其后三册亦陆续出版完结。2017年3月29日，作者完成《魔道祖师》的著作权登记，同年7月13日，完成《魔道祖师[重生]》的著作权登记。
2018年12月，中国大陆的四川文艺出版社将小说改名为《无羁》，出版第一册。外界或认为改名是为防范盗版。同月，墨香銅臭在微博發文解釋称，無羈就是無牽無掛無所羈絆的意思，“就眾所周知的一種浪裡浪蕩的精神狀態，並沒有其他的意思”。在台湾、越南、泰国、韩国、日本、俄罗斯相继出版，有众多语言版本。

## 故事情节
小说以魏婴（魏无羡）和蓝湛（蓝忘机）之间的恋情为主线。故事背景设定有仙门百家，以云梦江氏、姑苏蓝氏、兰陵金氏、岐山温氏、清河聂氏五大世家的兴衰、相互之间的斗争为主。五大世家中，岐山温氏实力最为强大，一家独大，压迫其它家族。最后在四大家族联合下，被铲除掉。

## 小说人物
| 角色     | 简介 | 武器                           | 备注                                     |
| 主角     | |                                |                                          |
| 魏 嬰    | 身高186公分→187公分。字無羨，號夷陵老祖。 為雲夢江氏家僕魏長澤與藏色散人獨子，父母雙亡後流浪之際被江楓眠以一塊西瓜皮收為養子，並與江厭離、江澄姊弟一起長大。年少時曾與江澄在雲深不知處修習因而結識藍湛，喜歡打趣他，小說裡總會開玩笑叫他藍二哥哥。在修習期間曾翻牆出去喝天子笑被藍忘機抓到。 喜歡天子笑、辣味的食物，就連義城篇中做給小輩們的糯米粥也是辣的（雖然是為了薛洋的屍毒粉）。 重生後明了藍忘機的心意，後與其結為道侶。 | 佩劍隨便、鬼笛陳情、法宝阴虎符 |                                          |
| 蓝 湛    | 身高188公分→190公分。字忘机，号含光，又稱藍二公子、藍二哥哥（只有魏嬰可喚）。 沈默寡言，喜歡小兔子。 出身姑苏蓝氏。 深爱魏婴。 | 佩劍避塵、古琴忘機             |                                          |
| 云梦江氏 | |                                |                                          |
| 江枫眠   | 江氏家主，早年苦心找到在外流浪的魏無羨，並收養他。 |                                |                                          |
| 虞紫鸢   | 江枫眠妻子，号紫蜘蛛，刀子嘴豆腐心。 | 紫電（後傳給江澄）             |                                          |
| 江厌离   | 江枫眠与虞紫鸢之女（雲夢江氏大小姐），江澄親姊，魏無羨師姐，金凌親母，金子軒之妻，擅長料理（蓮藕排骨湯）。小時候便喜歡金子軒，後來終成眷屬，於血洗不夜天之役，為魏嬰擋劍而死。為全天下最好的師姐 |                                |                                          |
| 江 澄    | 字晚吟，號三毒聖手，魏無羨師弟，江枫眠与虞紫鸢之子，江厭離親弟，金凌的舅舅，毒舌直男。 | 佩劍三毒、紫電鞭               |                                          |
| 姑苏蓝氏 | |                                |                                          |
| 蓝 涣    | 身高188公分→195公分。字曦臣，號澤蕪君，蓝湛兄长，藍氏家主。 | 佩劍朔月、洞簫裂冰             |                                          |
| 蓝啟仁   | 蓝湛、藍渙叔父。為人恪守規矩，略顯死板，年輕時便有現在中老年的作風。留有山羊鬍，曾經被藏色散人剃掉過。 |                                |                                          |
| 藍愿     | 字思追，原名溫苑，為溫氏餘黨，後發高燒導致對童年的記憶相當薄弱。圍剿亂葬岡後，藍湛將其帶回雲深不知處，並字「思追」。 |                                |                                          |
| 蓝景儀   | 藍氏弟子，生性活潑、心直口快，時常與金凌拌嘴，很崇拜傳說中的鬼將軍溫寧。 |                                |                                          |
| 兰陵金氏 | |                                |                                          |
| 金光善   | 前金氏家主。 |                                |                                          |
| 金子轩   | 金光善之嫡长子，江厭離之夫，被暴走溫寧貫穿胸膛而死。 | 佩劍歲華                       |                                          |
| 金 凌    | 字如蘭。金子軒與江厭離之子，金光瑤的姪子，江澄的外甥。 因性格原因被藍景儀稱為「大小姐」 。 | 佩劍歲華（金子軒遺物）         |                                          |
| 金光瑤   | 金氏家主，號斂芳尊。原名孟瑤，金光善與青樓女子孟詩之私生子。 | 佩劍恨生                       |                                          |
| 金 阐    | 金家子弟，与金凌不对盘。 |                                |                                          |
| 岐山温氏 | |                                |                                          |
| 温若寒   | 溫氏家主。 |                                |                                          |
| 温 宁    | 字琼林，後被魏嬰煉為凶屍，眾稱其「鬼將軍溫寧」 |                                |                                          |
| 温 情    | 溫寧姊姊，一名醫生，死於被挫骨揚灰。 |                                |                                          |
| 温 晁    | 温若寒之子，十分憎恨魏无羡、蓝忘机。 |                                |                                          |
| 王灵娇   | 温晁正妻之婢女， 因有幾分姿色被溫晁看上，作恶多端，最后兆被魏无羡杀死。 |                                |                                          |
| 清河聂氏 | |                                |                                          |
| 聂明玦   | 身高191公分→193公分。聂氏家主，號赤峰尊。 | 配刀霸下                       |                                          |
| 聂怀桑   | 聂明玦弟弟。 |                                | 聂怀桑因幕后操控者的身份被读者称为“聂导” |
| 其他角色 | |                                |                                          |
| 莫玄羽   | 金光善私生子，因“骚扰同修”和斷袖之癖被赶出金陵台，回家后备受姨母一家人虐待，为复仇而被聂怀桑利用，自残献舍召回魏无羡。 |                                |                                          |
| 欧阳子真 | 欧阳家主之子，与蓝思追、蓝景仪和金凌等人交好，经常一同夜猎，喜欢阿菁。 |                                |                                          |
| 晓星尘   | 抱山散人之徒，將自身雙眼給了摯友宋嵐，後被薛洋所欺騙，杀死義城百姓，其中包括宋嵐。薛洋告之真相后，傷心欲絕之下於義城自刎而死。 | 佩劍霜華                       |                                          |
| 宋 嵐    | 字子琛，曉星塵摯友，於義城大敗薛洋，被晓星尘误杀。煉成凶屍。 | 佩劍拂雪                       |                                          |
| 薛 洋    | 字成美，殘酷冷血的小混混，童年時失去了左小指，與曉星塵、阿菁一同在義城生活了些許時間。曉星塵自刎後欲將其魂魄收回，無料已魂飛魄散。幾年後被魏嬰一行人殺死。喜歡吃糖。 | 佩劍降災                       |                                          |
| 阿 菁    | 天生白瞳的流浪少女，被路人誤以為是盲人，而她也甘於盲人的身份生活著，遇到了曉星塵並跟隨著他，最後被薛洋殺死。 |                                |                                          |

## 评价

### 正面评价
《魔道祖师》的故事结构、人物塑造、人性披露、行文特色等是其风靡网络文学界、吸引无数国内外读者的主要原因，特色鲜明、构思巧妙、情感描绘真挚，遣词造句优秀，是不可多得的优秀网络小说，对发扬中国优秀传统文化、彰显文化自信具有推动促进作用。
《魔道祖师》小说的背景与现实拉开了距离，却真实得反映了作者墨香铜臭对现实社会中的国民劣根性、复仇困境、群体暴力等问题的思考和认知态度，也体现了作者对“复仇者们”的精神关怀，不仅在人物塑造时具有典型性，而且题材内容深刻，在众多网文中罕见的出现了对人性的批判和反思，是一部具有现实力度的小说。

### 负面评价
有作者认为，小说“太过顺应着粉丝群体的价值取向和情感结构”，为了迎合部分读者喜好，而与其它耽美文类似，“将性爱描写作为爱情进程中不可或缺的元素，进而令人感觉与本身人设格格不入。”
在2020年1月，北京互联网法院在审查原告晋江文学城方面提供的小说电子稿件后，未见宣扬淫秽、色情的内容。但北京互联网法院同时指出，小说“将男性之间恋爱作为文章中心、主旨甚至是卖点；而网络出版物的一部分读者为未成年人，世界观、价值观尚未健全，作品传播后将诱发未成年人模仿，故此作品不宜通过信息网络传播。”

## 相关事件

### 粉丝人肉他人争议
中国大陆网络文学圈中，网文粉丝通过付费阅读“直接影响网文平台的商业价值”进而成为“网文世界至高无上的掌权者”。而在网文作者与粉丝“各取所需”、达成默契的背景下，网文粉丝谩骂、攻击、人肉网友是为常见现象。
2020年报道指，作者墨香铜臭因《魔道祖师》的成功与因为其成功遭受造谣和网络暴力 而拥有“大批死忠粉”，亦因此受到舆论的批评。自2018年起，中国大陆的社交网络曝光几起小说粉丝人肉他人事件，却无法证明人肉事件真实性以及人肉者身份。2018年4月，网文作者西子绪批评墨香铜臭的录音被其亲友曝光，在录音中称墨香铜臭靠“营销”上位。（实际是在版权卖出后，版权方进行的推广行为）墨香铜臭粉丝要求西子绪道歉。“粉丝”（不知名人士，其微博账号属于三无小号，在西子绪发出截图后的一分钟内查无此人。）在西子绪发表截图“人肉”西子绪家庭住址，发出人身威胁。事发后，西子绪再次道歉，称是通过匿名论坛得知“营销”的消息。仍被【身份不明】的网友知晓个人住址，在人身受威胁的情况下，西子绪携猫离开住处。后，双方在晋江文学城介入下达成和解。墨香铜臭在新浪微博称“不要人身攻击，不要地图炮”、“不要侵犯三次元隐私”以及“圈地自萌，理性交流”。
2018年9月，社交网络再度爆出小说粉丝人肉，引致被人肉者——一位重庆的初中女老师自杀的消息。该消息在投稿某些知名账号号后引起热议。事发的9月1日，一位微博博主接到网友求助信息后立刻帮其报警。此消息引发关注后，共青团中央、紫光阁等新浪微博帐号发声，表示拒绝网络暴力、人肉犯法。9月4日上午10点，央视网在其官方微博称，目前网警已经介入调查该事件。同日下午16时许，晋江文学城发表声明，表明态度。重庆市公安局官方微博帐号“平安重庆”曾于4日零点十七分，在爆料博主微博下评论留言称，“经核实， 重庆奉节警方近期未接到女教师自杀相关警情，‘学生人肉恐吓老师，致老师自杀’系谣言。”同日下午，《现代快报》记者致电重庆市公安局。公安局宣传科人员表示，相关回应如“平安重庆”的评论回复所示，目前重庆奉节警方未收到相关警情报警，如有其它问题可以关注“平安重庆”，如有最新情况会通过官方微博进行发布。
9月5日早晨六点，墨香铜臭在微博发声，称此次事件与她没有关联，她本人与粉丝不存在从属关系，呼吁读者不要轻易被煽动和误导。同日下午2点，爆料博主在其微博发表回应称，书粉人肉搜索威胁等事确实存在，但受害者自杀并不存在，“最初得到的信息有差错。”当天，爆料博主接受《现代快报》记者的的采访，他表示，女教师遭受人肉并导致其自杀的信息均来自微博网友，“我的想法只是救人，他们能这么多心思确实超出我的预料。如果这个人本身就是造谣者之一的话，我觉得我以后不会接受任何求助了。"
有媒体称，“老师被逼自杀”是一位未成年人（初中生）虚构情节编造的内容，当事人并未发表道歉。而新华网转载中国青年报的报道中，则指“不存在‘自杀’行为，女教师和人肉者竟是一个人，系初中生自导自演而成。但当时造谣者有抑郁倾向是真的。”。该报道认为“这起本不该发生的事件，也是对公共资源的一次浪费，不仅线上有诸多账号参与发布信息、讨论、通报，也牵动了线下警方投入警力。”

### 作者处境成谜
2019年6月，小说改编的网络剧《陈情令》开播，成为热门剧集。8月14日，扫黄打非办发布《网络文学专项整治取得阶段性进展》，指晋江文学城签约写手袁某某、唐某涉及销售非法、淫秽出版物，已被司法处理。袁某某所涉案件，既浙江查办的‘3.28’制作传播淫秽物品牟利案。网友推测袁某某即是墨香铜臭。8月19日，晋江文学城发布声明称“我网站从未收到管理部门协助调查相关事情的要求，网站及网站工作人员也从未主动或被动提供任何所谓的相关证据或线索。”将对“晋江文学城主动配合官方调查、提供证据致墨香铜臭被抓”的谣言追究法律责任。晋江文学城站长、CEO黄艳明表示，晋江文学城不清楚两位涉案写手具体身份，对网传墨香铜臭被捕一事，她表示：“我们没有收到过任何消息。” 因浙江司法机构未公开袁某某所涉‘3.28’制作传播淫秽物品牟利案的案情，涉案人袁某某身份无从得知。另一方面，2017年、2018年间，袁依楣陆续登记为《天官赐福》、《魔道祖师》、《人渣反派自救系统》、《魔道祖师[重生]》四部文字作品的著作权人。
2020年4月27日，中国裁判文书网公开的(2019)京0491民初8273号民事判决书(相關案件為晉江與盗文網站之糾紛，該盗文網站以非法形式刊載《魔道祖師》全文及其他於晉江連載的小说），证实墨香铜臭本名为袁依楣。案件被告(盗文网站）为洗脱嫌疑，提出“涉案作品（《魔道祖师》）怀疑违法、涉案作者怀疑被刑拘、晋江公司与作者存在纠纷等”质疑。随即引发网络传言。为此，晋江文学城于4月29日在微博发出声明，表示已取得一审胜诉，“且被告简帛图书馆举证多篇报道，用以证明涉案作品违法、涉案作者被刑拘、晋江公司与作者存在纠纷等，均未得到法院认可。但针对该判决中部分事实认定错误，为了避免错误认定被谣传，法务已于今年2月向二审法院提起上诉”。晋江文学城声明指出，公司法务向法院提供两份相关授权文件。第一份常规授权书为晋江公司在2015年10月31日与墨香铜臭签署。第二份《〈魔道祖师〉影视、游戏授权合同及附件授权书》为晋江公司、墨香铜臭、北京新湃传媒有限公司三方在2016年5月签署。北京新湃传媒有限公司帐号转发晋江文学城的该条微博，表示认可，同时指出与晋江公司在2016年4月前后商谈小说授权事宜。由此否认了，民事判决书提及的三方是在2015年10月31日签署《影视、游戏授权改编合同》。
2020年11月10日，杭州市上城区人民法院在中国裁判文书网公开“杨旸、袁依楣非法经营一审刑事判决书”（案号：（2020）浙0102号刑初12号），宣判时间为此前的9月9日，但包含案件详细信息的文书正文未公开。法院不公开的理由是“人民法院认为不宜在互联网公布的其他情形”。外界报道认为，此案中的袁依楣即是墨香铜臭。中国大陆网络写手出版个人志是为常见现象，而在中国出版审查制度下，此类出版行为均已触犯法律——非法经营罪。2021年10月29日，浙江法院网发布的浙江省女子监狱向杭州市中级人民法院提请的罪犯减刑、假释公示表显示，一位1994年出生、名叫袁依楣的囚犯因非法经营罪被判3年，獄內首8個月獲得一個表揚，被提请建议为“假释”，但至今仍未有假釋成功的報導。

## 备注
1. ↑  (2019)京0491民初8273号民事判决书[4]中，写为北京澎湃传媒有限公司。当是北京新湃传媒有限公司的误写[6]。
2. ↑  北京互联网法院在民事判决书中指出《授权书》上袁依楣签名与《影视、游戏授权书》、《影视、游戏授权改编合同》签名明显不同。
3. ↑  @共青团中央是中国共产主义青年团中央委员会在新浪微博的官方帐号，@紫光阁是中央和国家机关工作委员会旗帜杂志社在新浪微博的官方帐号。
4. ↑  根据相关报道[17]，报道媒体是@时间视频。它是北京时间旗下泛资讯短视频平台，北京时间即北京网络广播电视台，隶属于北京广播电视台关系企业北京新媒体(集团)有限公司。
5. ↑  类似案例，可参见：天一同人本事件和深海先生案[2]。